# West Air (Китай)

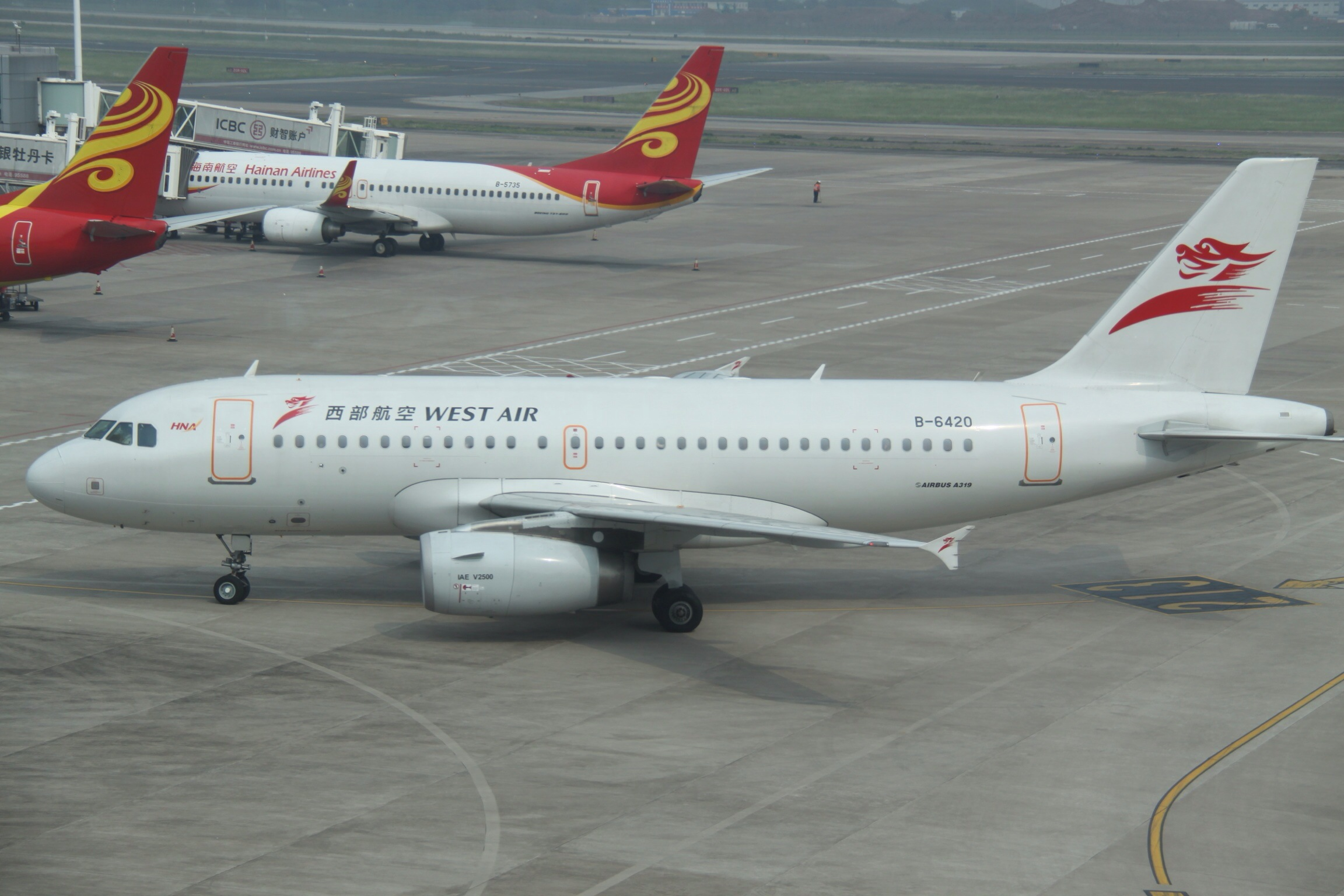
Airbus A319 авіакомпанії Air West в міжнародному аеропорту Чунцін Цзянбей

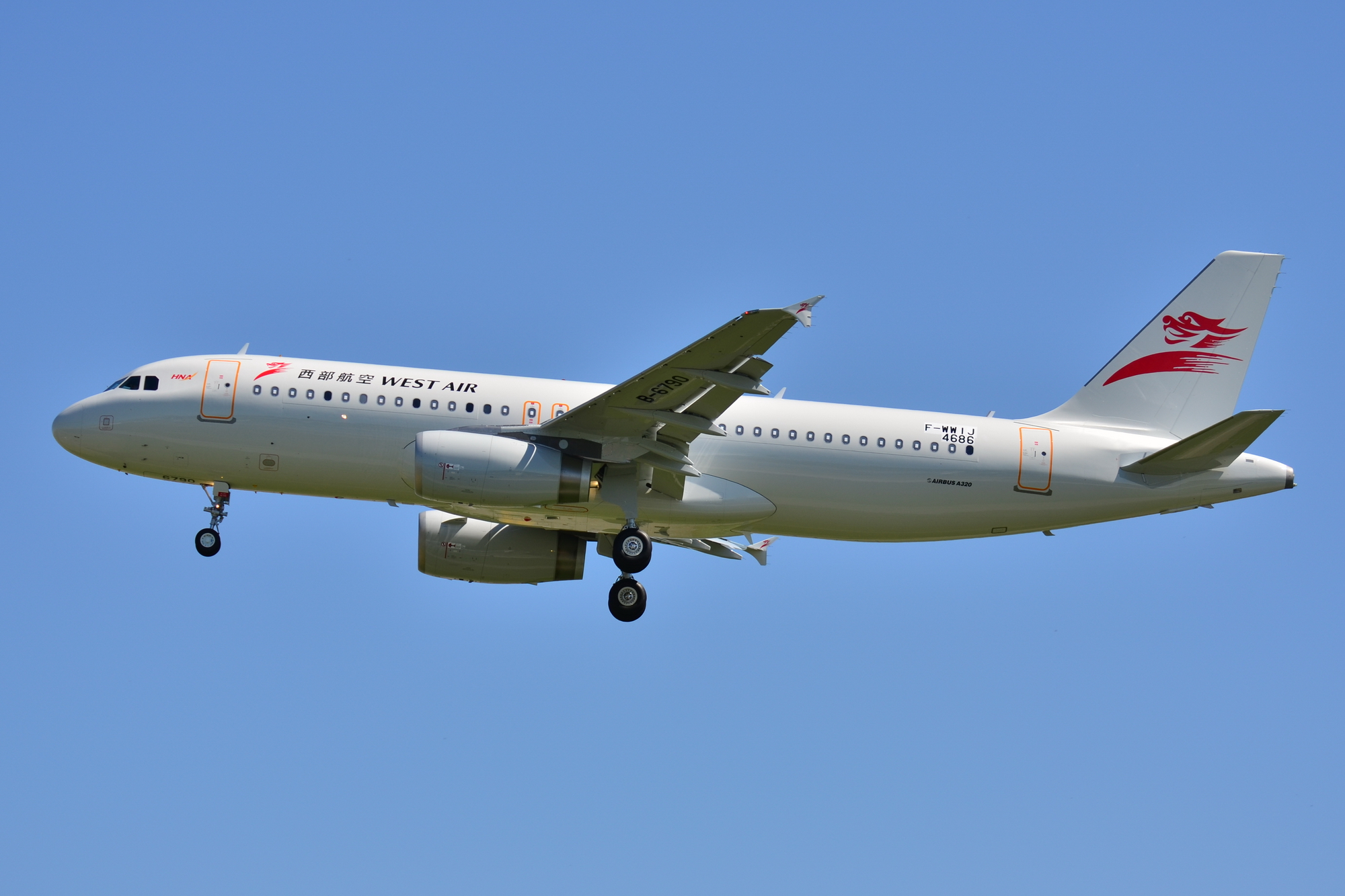
Новий Airbus A320 авіакомпанії Air West із заводу в Тулузі

West Airlines Co. Ltd., діюча як West Air (кит.: 西部航空西部航空), — китайська бюджетна авіакомпанія зі штаб-квартирою в місті Чунцін (КНР), що працює у сфері регулярних пасажирських перевезень внутрішніми маршрутами.
Портом приписки перевізника і його головним транзитним вузлом (хабом) є міжнародний аеропорт Чунцін Цзянбей.

## Історія
West Air була заснована в березні 2006 року конгломератом HNA Group і почала операційну діяльність 14 липня 2010 року.

## Маршрутна мережа
| [хаб] | хаб |

## Флот
У грудні 2016 року повітряний флот авіакомпанії Air West становили такі літаки середнім віком 3,5 року: